# جيمس فيليب إليوت
جيمس فيليب إليوت (بالألمانية: James Philip Elliott) (و. 1929 – 2008 م) هو فيزيائي من المملكة المتحدة .
وكان عضواً في الجمعية الملكية .

## جوائز
حصل على جوائز منها:
- Lise Meitner Prize [الإنجليزية]‏ (2002).